# Restaurant de la City-Galerie
Restaurant de la City-Galerie von Daniel Spoerri, einem in Rumänien geborenen Schweizer Künstler, ist ein Kunstwerk aus dem Jahr 1965 und befindet sich in der Sammlung Helga Hahn in Köln. Es ist ein Fallenbild im quadratischen Format 82 cm × 82 cm und stellt einen Esstisch der City-Galerie dar. Das Werk gehört der klassischen Bildgattung Stillleben an, mit Anklang an Relief und Plastik.

## Bildbetrachtung

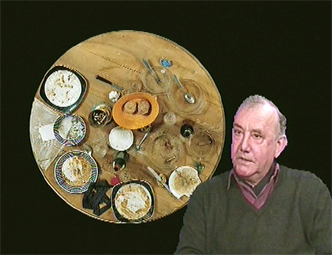
Daniel Spoerri und eines seiner Fallenbilder

Traditionell werden auf vielen Stillleben gleich einer Einladung essbare Gegenstände präsentiert. Spoerris Werk ist eine Darstellung nach einem Gelage. Im Gegensatz zum klassischen, harmonischen Stillleben sind überall Teller mit unappetitlichen Essensresten arrangiert.
Typisch für die moderne Kunst wird mit der Kunstgattung des Stilllebens eine neue Kunstform experimentiert. Das Stillleben steht in der Hierarchie der klassischen Bildgattungen nach Historienmalerei, Porträt-, Genre- und Landschaftsmalerei an letzter, an fünfter Stelle, da es sich überwiegend um eine Darstellung toter Objekte handelt.
Wegen der realen Gegenstände ist es ein dreidimensionales Werk. Die dreidimensionalen Objekte rufen eine reliefartige Wirkung hervor. Eine derartige Collage mit der Montage von Objekten auf einer Platte als Basis wird als Assemblage bezeichnet. Dieses Werk ist ein Tableau piège, zu deutsch ein Fallenbild (tableau: Gemälde, piège: Falle). Ein Stück Realität wird wie in einer Falle gefangen, befestigt. Fallenbilder sind Materialbilder mit Objektmontagen und bei Spoerri sind sie entwickelte Assemblagen. Mit diesen Kunstwerken gründet Spoerri die Stilrichtung Eat Art. Sie hat das Ziel reale Aspekte der Alltagswelt künstlerisch festzuhalten. Die Gegenstände sind mit Kunstharz befestigt.
Im Jahr 1960 war Spoerri einer der Gründer des Nouveau Réalisme. Das Ziel dieser Gruppe lautete: sich dem Realen mit einer neuen Fähigkeit der Wahrnehmung anzunähern.
Zur Entstehung des Kunstwerks siehe Restaurant de la City-Galerie